# Théols
Die Théols ist ein Fluss in Frankreich, der in der Region Centre-Val de Loire verläuft. Sie entspringt im Gemeindegebiet von Bommiers, entwässert generell Richtung Nordost bis Nord und mündet nach rund 42 Kilometern an der Gemeindegrenze von Reuilly und Lazenay als linker Nebenfluss in den Arnon.
Auf seinem Weg durchquert die Théols das Département Indre und bildet auf den letzten rund vier Kilometern die Grenze zum benachbarten Département Cher.

## Orte am Fluss
- Brives
- Issoudun
- Sainte-Lizaigne
- Diou